# Otto Kippes
Otto Kippes (* 23. Juli 1905 in Bamberg; † 2. Februar 1994 in Würzburg) war ein deutscher katholischer Priester und Amateurastronom.

## Leben

### Beruf
Kippes besuchte zunächst das Humanistische Gymnasium der Augustiner in Münnerstadt (mit Seminar), im Jahr 1924 legte er das Abitur am Neuen Gymnasium in Würzburg ab. Im Anschluss daran studierte er katholische Theologie an der Universität Würzburg, bevor er im Jahr 1926 ins dortige Priesterseminar eintrat. Im Jahr 1929 schrieb er seine Doktorarbeit der Theologie über ein Thema aus der christlichen Soziallehre (stark beeinflusst von Oswald von Nell-Breuning): „Die Bestrebungen der Bodenreform in ihrem Verhältnis zur christlichen Eigentumslehre“ (Überarbeitet veröffentlicht 1933, Verlag Laßleben, Kallmünz). Die Priesterweihe, ebenfalls in Würzburg, folgte am 17. März 1929.
Er versah im Laufe seines Lebens verschiedene Pfarrstellen in der Diözese Würzburg: Ab 1. April 1929 war er Kooperator und ab 1. Oktober 1929 Pfarrverweser (Vertreter) in Schmerlenbach, bevor er von 1. November 1929 an als Kaplan in Baunach wirkte. Ab 1. November 1930 war er zwischenzeitlich wieder Pfarrverweser in Schmerlenbach. Es folgte ab 15. November 1933 die Stelle als Expositus, später Pfarrer in Partenstein (bei Lohr am Main), bevor er am 16. Februar 1949 Pfarrer in Glattbach (bei Aschaffenburg) wurde. Von 1966 ab wirkte er als Pfarrer in Reckendorf (bei Bamberg), bevor er im Jahr 1975 in Würzburg in den Ruhestand ging.
Sein besonderes Interesse galt der Mathematik, Physik, Astronomie und Zoologie (vor allem den Säugetieren). Über seine Freizeitbeschäftigungen wie Reisen, Fremdsprachen, zoologische Gärten und Fotografie führte er eine „Statistik“, die unter anderem mehr als 300 Zoobesuche aufführt (und ca. 40 Flugreisen). Deren Ergebnis waren über 1300 genau katalogisierte Dias von Tieren.
Dabei vergaß Kippes nie seinen Beruf und seine Berufung: Jeden Tag feierte er die Heilige Messe – bei seinen Reisen auch manchmal alleine an einem Seitenaltar einer katholischen Kirche – und betete täglich mehrmals sein Brevier. Auch sorgte er immer für einen Vertreter bei seiner Kirchengemeinde, wenn er abwesend war (auf eigene Kosten). Manchmal ein Kaplan einer benachbarten größeren Pfarrei, für ein oder zwei Tage der Pfarrer des Nachbarortes. Bei längerer Abwesenheit fand sich oft ein Pater aus einem nahen Kloster bereit, die Pfarrei zu betreuen. Mit dem zunehmenden Priestermangel ab den 1960er Jahren wurde es immer schwieriger, Pfarrvertreter zu finden. So musste er auf eine schon gebuchte und lang ersehnte Australienreise verzichten, da der vorgesehene Vertreter plötzlich nicht mehr verfügbar war. Daher konnte er die interessanten Beuteltiere nur teilweise in europäischen und amerikanischen Zoos sehen und fotografieren.
Berufs- und berufungsbedingt wurde die Kritik am herrschenden System in seinen Sonntagspredigten ab den 1930er Jahren sehr deutlich. Er ließ sich nicht von einem SA-Mann stören, der ganz hinten in der Kirche in Partenstein die Predigt mitstenographierte. Einige Male gab es Ärger und Anzeigen bei der Gestapo, dazu Ermahnungen seiner kirchlichen Vorgesetzten, die sich mit den politisch mächtigen „Nazis“ möglichst arrangieren wollten. Aber gegen einen angesehenen Ortspfarrer (damals im Spessart) wollte die Gauleitung doch nicht vorgehen.

### Astronomie
„Seit 1970 wurden im Mittel pro Jahr mehr als 700 vorläufige Bezeichnungen für Kleinplaneten vergeben [...] Die beispiellose Beobachtungstätigkeit hat die Identifizierungsarbeit stark vermehrt, die immer noch hauptsächlich von Bardwell getragen wird, aber mit Beiträgen von Kippes, Bowell, Williams, mir selbst und den japanischen Amateuren Urata und Oishi.“

Schon ab 1940 kombinierte Kippes seine Interessen für Mathematik und Astronomie: Er berechnete in Zusammenarbeit mit dem Astronomischen Rechen-Institut (ARI) in Heidelberg Bahnen von Kleinplaneten. Diese bewegen sich auf elliptischen Bahnen wie die Erde, aber zwischen Mars und Jupiter, und wurden wegen verbesserter Beobachtungsmethoden in zunehmender Zahl entdeckt. Die Beobachtungsdaten bekam er über das ARI mit den regelmäßigen Beobachtungsberichten vom Astronomischen Recheninstitut in Cambridge, USA, des Minor Planet Centers der Universität Cincinnati, Ohio, USA und dem Coppernicus-Institut Berlin-Dahlem.
Ein neu entdeckter Kleinplanet erhält erst dann eine Nummer und einen endgültigen Namen, wenn seine Bahn genau genug bekannt ist, so dass er jederzeit am Himmel wiedergefunden werden kann – üblicherweise ist das erst nach mehrjähriger Beobachtung der Fall. Zunächst erhält er lediglich eine vorläufige Bezeichnung (z. B. „1940 RJ“). Um die Bahn eines neu entdeckten Kleinplaneten zu bestimmen, sind Positionsmessungen an mindestens drei verschiedenen Tagen notwendig. Oft geschieht es jedoch, dass nicht genügend Beobachtungen zur Verfügung stehen oder die ermittelte Bahn zu ungenau ist, so dass der Kleinplanet nach den ersten Beobachtungen nicht wiedergefunden werden kann. Falls er bei einer späteren Sichtung nicht wiedererkannt wird, weil erneut keine Bahn bestimmt werden kann, welche die Identität mit der früheren Beobachtung zeigen würde, so erhält er auch diesmal eine vorläufige Bezeichnung (z. B. „1970 JR“). Mit der Zeit können mehrere Einzelsichtungen ein und desselben Kleinplaneten vorliegen, die zusammengenommen zur Bestimmung einer Bahn führen würden, wenn ihre gemeinsame Identität erkannt würde (z. B. 1940 RJ = 1950 NQ1 = 1970 JR). Kippes widmete sich vor allem der mühsamen und viel Spürsinn erfordernden Suche nach diesen „verlorenen“ Kleinplaneten. Er versuchte, die Identität möglichst vieler vorläufig bezeichneter Kleinplaneten untereinander oder mit bereits endgültig benannten Kleinplaneten zu ermitteln.
Für die Berechnungen benutzte er nur einen Bleistift und eine Logarithmentafel. Mehrere Zigarrenkästen enthielten seine Kartei mit allen bekannten Beobachtungen vorläufig benannter Kleinplaneten und mit allen bekannten Bahnen. So konnte er mehr als 780 Kleinplaneten identifizieren. Ab etwa 1968 benutzte er den ersten in Deutschland erhältlichen (und bezahlbaren) programmierbaren Taschenrechner von HP.
Sein größter Erfolg war sein Beitrag zur Wiederauffindung des verlorenen Kleinplaneten (155) Scylla im Jahr 1970. Am 9. November 1875 hatte Johann Palisa auf der Sternwarte Pola einen neuen Kleinplaneten entdeckt, dem er aber nach einer zweiten Beobachtung am 23. November 1875 wegen dessen Lichtschwäche nicht weiter zu folgen vermochte. Es konnte nur eine sehr unsichere Bahn berechnet werden, dennoch war der Kleinplanet bereits unter der Nummer 155 registriert und von Palisa „Scylla“ genannt worden. Scylla konnte wegen der unsicheren Bahn jedoch nicht wiedergefunden werden und war zunächst verloren. Am 10. Oktober 1907 beobachtete Joel Metcalf einen Kleinplaneten, der die Bezeichnung „1907 AP“ erhielt. Palisa beobachtete 1907 AP am 5. und 7. November, ohne zu ahnen, dass es sich um „seine“ Scylla handelte. C.M. Bardwell stellte im Jahr 1966 fest, dass die Bahn des Kleinplaneten 1939 TK in die Nähe von Palisas Scylla-Beobachtung führte, die Bahn war für eine definitive Bestimmung aber nicht genau genug. Kippes konnte nun mithilfe seiner Kartei feststellen, dass 1939 TK vermutlich mit 1930 UN, 1941 HL, 1950 FL, 1950 FN und möglicherweise mit 1907 AP identisch sein sollte. Anhand dieser zusammengehörigen Positionsdaten konnte Bardwell mit dem Computer „the NORC“ die Bahn des betreffenden Kleinplaneten ermitteln. Die Berechnung der Position dieses Kleinplaneten für November 1875 ergab, dass es sich zweifelsfrei um Scylla handelte, die damit nach 95 Jahren wiedergefunden worden war.
Im Jahr 1959 verlieh die Deutsche Akademie der Wissenschaften zu Berlin ihm die Leibniz-Medaille für seine Verdienste um die Identifizierung von Kleinplaneten.
Die Astronomical Society of the Pacific verlieh ihm im Jahr 1991 für seine Verdienste als Amateurastronom den „Amateur Achievement Award“. Der Asteroid (1780) Kippes wurde als Anerkennung nach ihm benannt.